# Красногорка (река)
Красногорка — река на острове Сахалин. Длина реки — 68 км. Площадь водосборного бассейна — 507 км².
Начинается при слиянии рек Балхаш, Ерома и безымянного водотока на западных склонах Камышового хребта. Течёт в общем юго-западном направлении по местности, поросшей пихтово-берёзовым лесом. Впадает в протоку Рудановского. Протекает по территории Томаринского городского округа Сахалинской области.
В устье находится село Красногорск, в нижнем течении — село Лопатино.

## Притоки
| Расстояние от Устья | Сторона впадения | Длина притока | Наименование притока | Водные объекты притока (км. от устья притока/ длина) |
| 2,8 км              | Правый           | 16            | река Боровая         |                                                      |
| 12 км               | Правый           |               | река Лагерная        |                                                      |
| 42 км               | Левый            | 15            | река Залом           |                                                      |
| 6,2 км              | Правый           | 10            | река Парусинка       |                                                      |
| 18 км               | Левый            | 11            | река Оленка          |                                                      |
| 26 км               | Левый            | 16            | река Шахтёрская      |                                                      |

## Данные водного реестра
По данным государственного водного реестра России относится к Амурскому бассейновому округу.
Код объекта в государственном водном реестре — 20050000212118300007691.